# Agrilus egeniformis
Agrilus egeniformis är en skalbaggsart som beskrevs av Champlain och Knull 1923. Agrilus egeniformis ingår i släktet Agrilus och familjen praktbaggar. Inga underarter finns listade i Catalogue of Life.